# Толга Текін
Толга Текін (тур. Tolga Tekin; 19 березня 1973) — турецький актор.

## Біографія
Толга Текін народився 19 березня 1973 року в Анкарі. Закінчивши навчання у приватному коледжі Арі у 1992 році, він вступив до Державної консерваторії університету Хасеттепе та закінчив у 1996 році ступінь театразнавства. Потім він склав вступний іспит до турецьких державних театрів і почав працювати в державному театрі міста Адана.
Після роботи в Державному театрі Адани у 1996—2004 роках він приєднався до Державного театру Анкари. Протягом чотирьох років він грав роль у комедійному серіалі «Бізім» Евін Халлері. Він продовжує працювати в Анкарському державному театрі.

## Фільмографія
| Рік     | Українська назва                   | Оригінальна назва                              | Роль                    |
| Фільми  | Фільми                             | Фільми                                         | Фільми                  |
| ------- | ---------------------------------- | ---------------------------------------------- | ----------------------- |
| 2019    |                                    | Bizi Hatırla                                   | Каан                    |
| 2018    |                                    | Kelebekler                                     | Кемаль                  |
| 2016    |                                    | Rüzgarda salınan Nilüfer                       | Korhan                  |
| 2013    |                                    | Behzat Ç. Ankara Yanıyor: Serdar Akar Gorbaçov |                         |
| 2012    |                                    | Çıplak Gerçek: Nedim                           |                         |
| 2011    |                                    | Behzat Ç. Seni Kalbime Gömdüm : Serdar Akar    | Горбачов                |
| 2011    |                                    | Zenne: Cihan                                   |                         |
| 2010    |                                    | Kardelen: Mehmet Güneş                         | фотограф                |
| 2010    |                                    | Kapalı Çarşi: Ömür Atay                        | Мустафа                 |
| 2009    |                                    | Deniz Yıldızi: Gürsel Ateş                     |                         |
| Серіали |                                    |                                                |                         |
| 2025    | Ешрефова мрія                      | Eşref Rüya                                     | Муслум Чермік           |
| 2024    | Багряні бутони                     | Kızıl Goncalar                                 | Вахіт Гюнеш             |
| 2023    |                                    | Hayatımın Neşesi                               |                         |
| 2023    | Принцеса без корони                | Taçsız Prenses                                 | Фуат                    |
| 2022    | Заснування: Осман                  | Kuruluş Osman                                  | Samsa Çavuş             |
| 202     |                                    | Dünya Hali                                     | Güven Bey               |
| 2021    | 50м2                               | 50m2                                           | Месут                   |
| 2021    |                                    | Akıncı                                         | Orhan                   |
| 2020    | Розквіт імперій: Османська держава | Rise of Empires: Ottoman                       |                         |
| 2021    | Заснування: Осман                  | Kuruluş Osman                                  | Samsa Çavuş             |
| 2018    |                                    | Bir Litre Gözyaşı                              | Muzo                    |
| 2018    |                                    | Vatanım Sensin                                 | Mehmet Âkif Ersoy       |
| 2014    | Уламки щастя                       | Paramparça                                     | Özkan Gülpınar          |
| 2012    | Величне століття. Роксолана        | Muhteşem Yüzyıl: Durul Taylan - Yağmur Taylan  | Barbaros Hayreddin Paşa |
| 2011    |                                    | Reis: Yunus                                    |                         |
| 2008    |                                    | Bizim Evin Halleri: Samet Polat                | Сафа                    |

## Нагороди
- 2011: Театральна премія Байкал Саран